# Route de glace
Les routes de glace, invariablement appelées ponts de glace, sont fabriquées par l'homme à partir de surfaces aquatiques congelées l'hiver à la surface des baies, rivières, lacs, mers et océans ou dans l'extrême nord. Elles relient la terre ferme, sur des cours d'eau gelés, portages et sur des routes d'hiver, et elles sont généralement refaites chaque hiver. Les routes de glace permettent un transport temporaire pour les zones sans accès routier permanent. Pour certaines régions isolées du nord du Canada, de l'Alaska, du nord de la Scandinavie et de la Russie, elles réduisent le coût des matériaux qui, autrement, serait plus élevé du fait du transport par bateau ou par avion, et permettent le déplacement d'objets volumineux ou lourds pour lesquels le transport aérien est impraticable ou cher.
Les routes de glace diffèrent des routes d'hiver en ce sens qu'elles sont construites principalement dans les cours d'eau gelés. Les routes de glace peuvent être des substituts d'hiver du transport maritime. Le service de traversier et par brise-glace peut opérer chaque année dans le même temps pour plusieurs semaines.
Un autre sens du pont de glace est une route naturelle ou une structure formée lors de périodes de glaciation. Ils auraient été utilisés dans la préhistoire lors de périodes de migration, entre autres de l'Asie à l’Amérique.

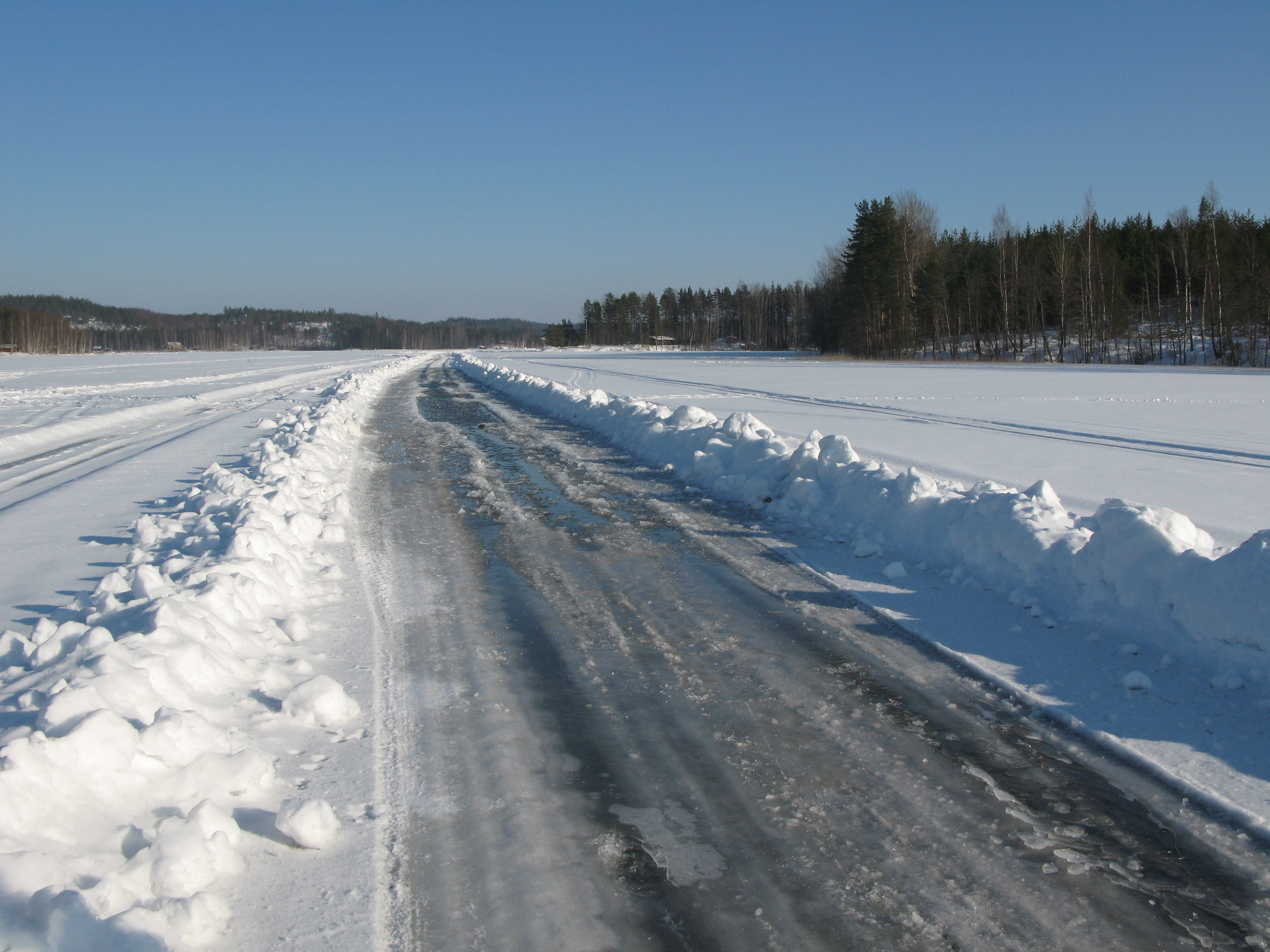
Route de glace sur le lac Saimaa en Finlande.

## Fonction

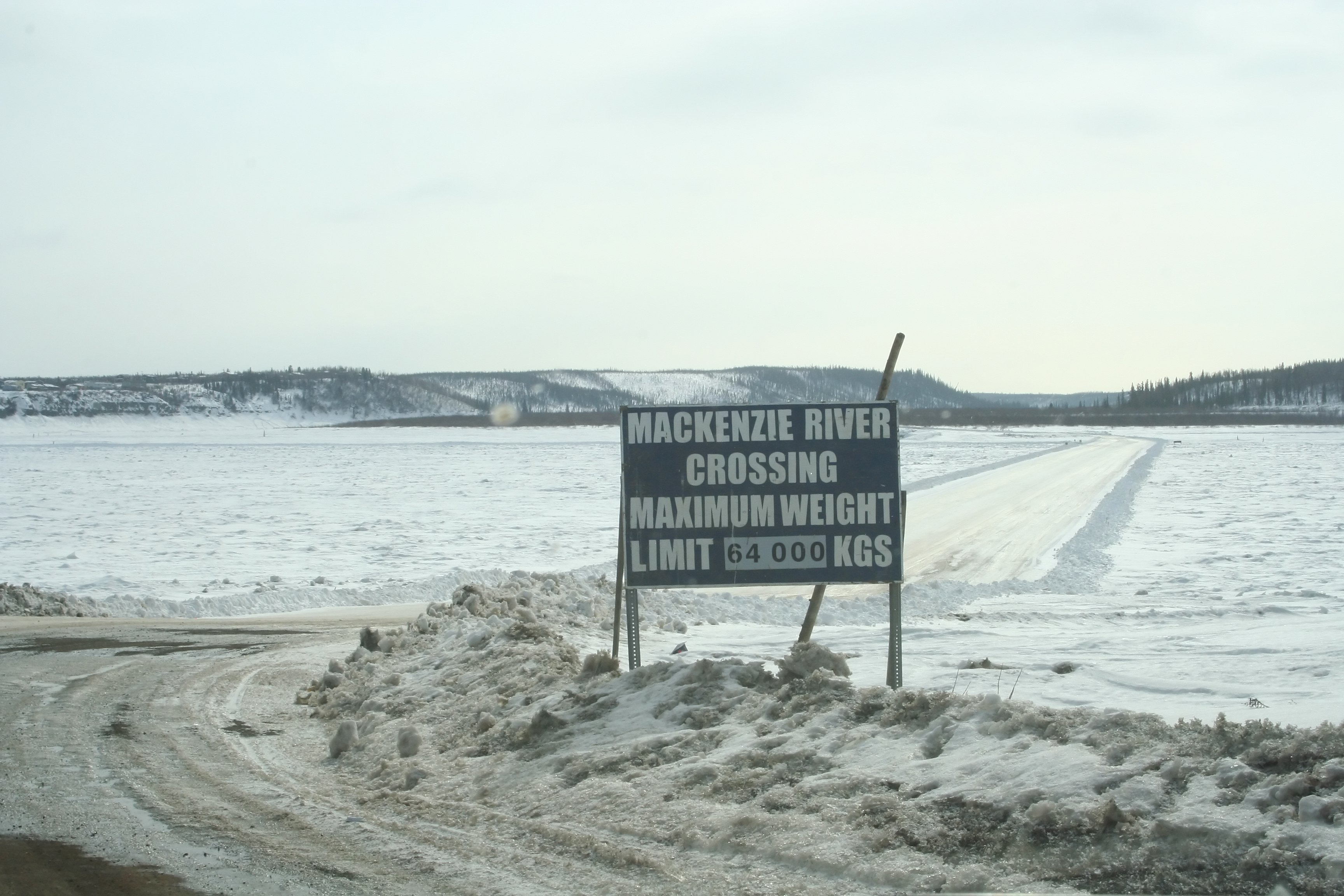
Route de glace à travers le fleuve Mackenzie, à Tsiigehtchic, Territoires du Nord-Ouest.

Parce que les routes de glace sont rigoureusement plates (avant la débâcle), dépourvues d'arbres, rochers et autres obstacles, elles sont une surface d'entraînement en douceur. Les routes de Yellowknife à Port Radium, réalisées par John Denison, un pionnier des routes de glace dans le Nord du Canada des années 1950 aux années 1970, ont été largement créées sur des lacs gelés, avec un court portage terrestre entre la rive d'un lac et la suivante. Semblables à des routes de glace, ces pistes sont habituelles dans les régions polaires et comprennent les pistes de glace bleue, comme la piste Wilkins dans l'Antarctique ou les pistes de glace du lac Doris qui sont utilisées comme aérodrome dans l'Arctique. La glace est souvent utilisée comme terrain d'atterrissage d'urgence.
En général, ces routes sont réalisées dans les zones où la construction de routes permanentes est chère à cause des marécages. Lorsqu'ils sont gelés en hiver, ces obstacles sont plus faciles à traverser. Les routes de glace telles que le tronçon entre Inuvik et Tuktoyaktuk (Territoires du Nord-Ouest, Canada) fournissent une surface presque au niveau pour conduire avec quelques détours et ce durant deux mois de l'année.
Les routes de glace et les routes d'hiver sont utilisées lorsque le reste de l'année les routes traditionnelles sont coûteuses ou impraticables. Lorsqu'ils sont gelés en hiver, les passages peuvent être construits à l'aide d'une tarière pour faire des trous, pour inonder et épaissir la traversée. Le déblaiement de la neige (qui isole et réchauffe) rend la glace plus épaisse, plus rapidement. Ces liens saisonniers vont durer de quelques semaines à plusieurs mois avant qu'ils ne deviennent impraticables.
Après que la route de glace est déblayée sur le lac, la glace devient beaucoup plus épaisse que la glace du lac environnant, parce que la couverture de neige est balayée et est exposée directement à l'air du sous gel (températures aussi basses que −51,1 °C). Quand il y a un dégel du lac au printemps, la glace sous la route est la dernière à fondre, et en été, des traces de la route peuvent encore être vues par un avion de brousse, comme des bandes nues restant au fond du lac où la glace bloque la lumière aux plantes et empêche les algues de se développer.

## Conduite

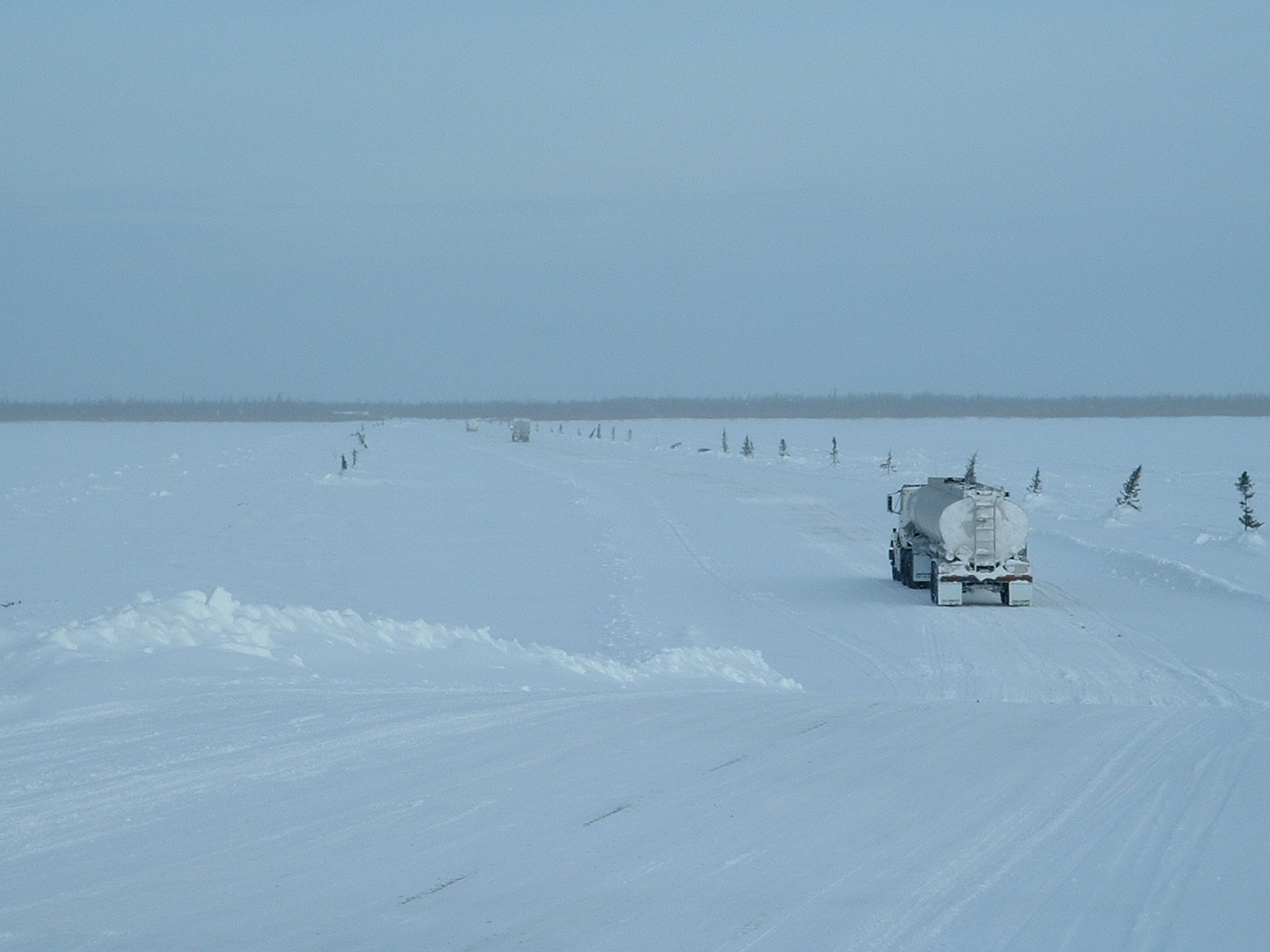
Véhicules qui traversent la rivière Albany, sur la route d'hiver allant de Moosonee à Attawapiskat au Nord de l'Ontario, Canada. Le bord de la route est marqué par de petits arbres. Les véhicules lourds doivent maintenir un espacement large et une vitesse lente.

Bien plus faciles à conduire à travers l'hiver que la terre, les routes sur l'eau présentent un grand danger pour quiconque les utilise. Les vitesses sont généralement limitées à 24 km/h pour empêcher un camion de provoquer des vagues sous la surface. Ces ondes peuvent endommager la route, ou déloger la glace de la rive et créer un danger. Un autre danger sur les grands lacs est la crête de pression, une pause dans la glace qui est créée par l'expansion et la contraction de la glace de surface au cours du temps en raison de la chaleur. Les routes sont normalement du domaine de gros camions, bien que des véhicules plus légers, tels que des camionnettes et les motoneiges, puissent aussi les utiliser. L'utilisation de la glace comme principal matériau de construction permet des techniques de construction inhabituelles : par exemple, faire une rampe pour obtenir que la route soit une étape vers la rive d'un lac, l'eau du lac est pompée et mélangée avec de la neige pour faire de la neige fondante, qui est moulée dans la forme de la rampe, et avec le froid intense, gèle rapidement. Pour refaire une surface de route qui est usée ou endommagée, elle est inondée par des eaux peu profondes, qui gèlent rapidement et deviennent très dures.

## Partout dans le monde

### Antarctique

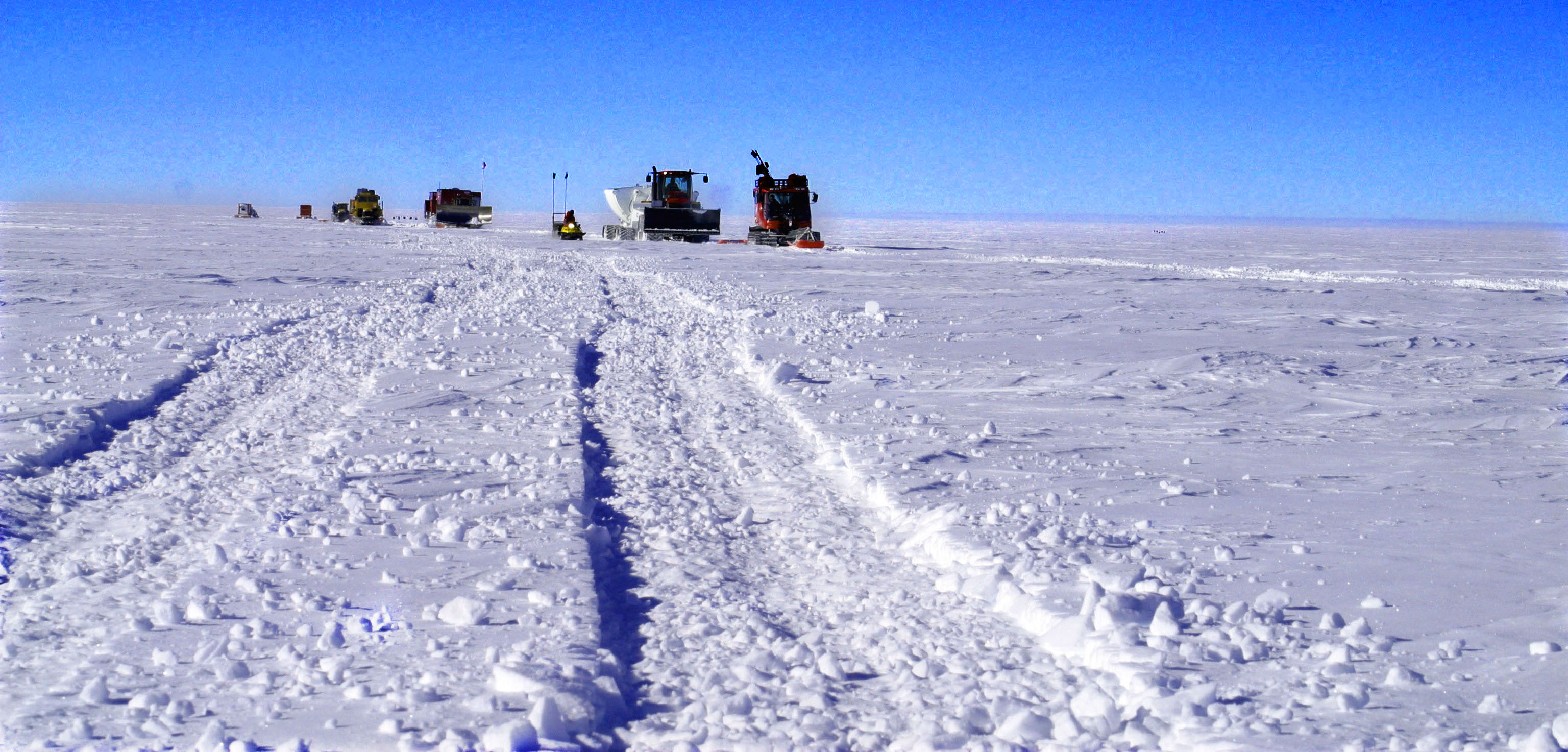
Caravane Cargo sur la Traverse du pôle Sud au début de 2006

De la station Amundsen-Scott à la Station McMurdo (États-Unis), la distance est de 1 400 km. La route a été construite par le nivellement de la neige et en remplissant les crevasses, mais n'est pas pavée. Il y a des drapeaux pour marquer la route.

### Canada
Appelées chemins de glace au Québec (Canada francophone), certaines des routes de glace, parmi les premières dans l'histoire, ont été construites dans les années 1930 dans le nord du Canada, à l'usage des traîneaux Caterpillar qui tiraient de lourdes charges appelées « trains de remorque » pour les mines où les charges étaient trop lourdes pour le transport par avion et le sol trop marécageux pour les routes standard. Ces routes furent toutefois utilisées uniquement l'hiver. Les routes d'hiver et des routes de glace au Canada se trouvent principalement dans le nord de certaines provinces, zones à faible densité de population du nord des territoires du Yukon, Territoires du Nord-Ouest. Au Nunavut, alors qu'il y a un certain nombre de routes permanentes sur le territoire, de Tibbitt à Contwoyto, reliant le Nunavut pour le lac Tibbitt dans les Territoires du Nord-Ouest, les formes d'accès du territoire sont la seule voie vers le reste du réseau routier en Amérique du Nord.

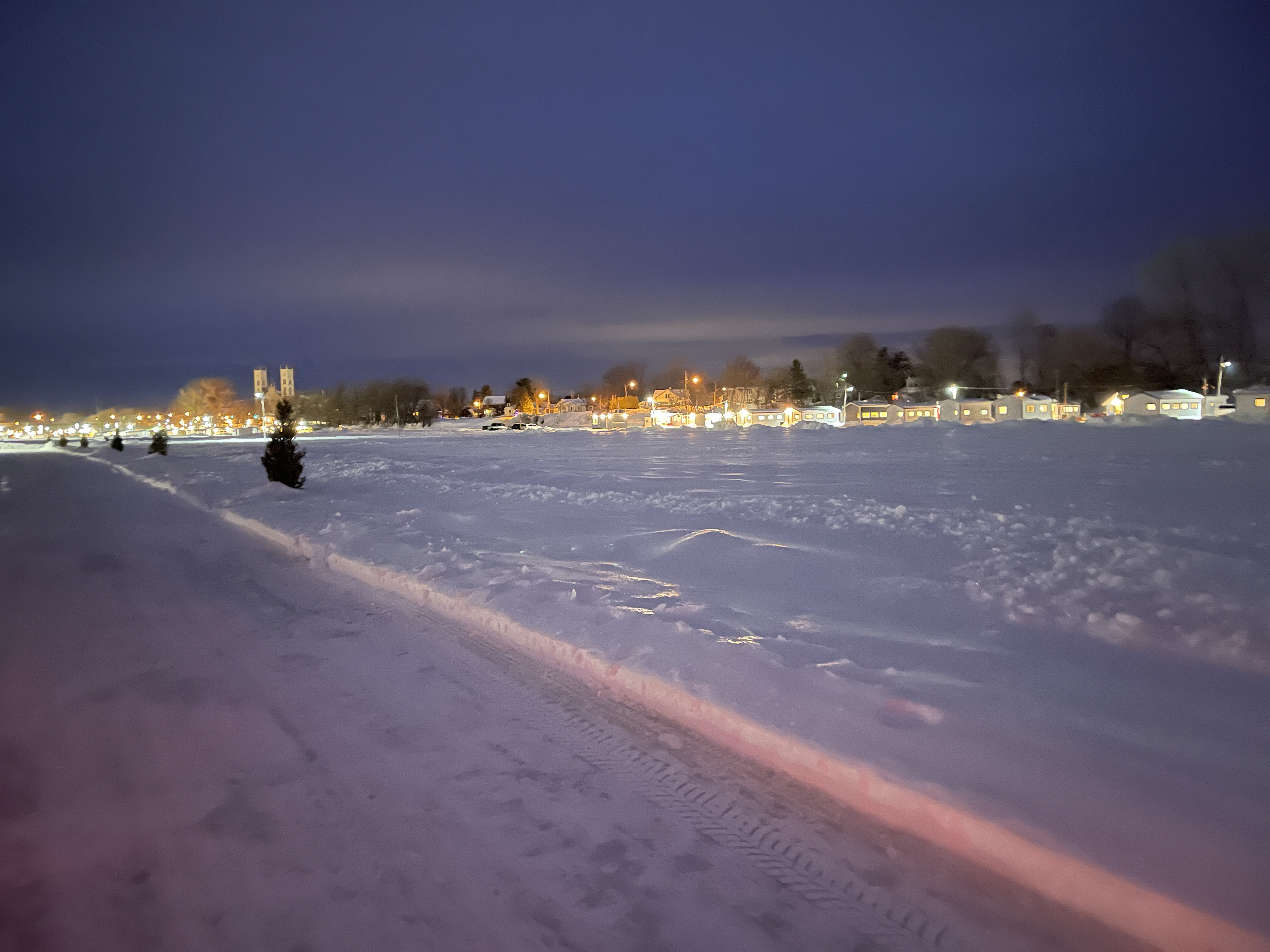
Chemin de glace sur la rivière Sainte-Anne, Québec, Canada

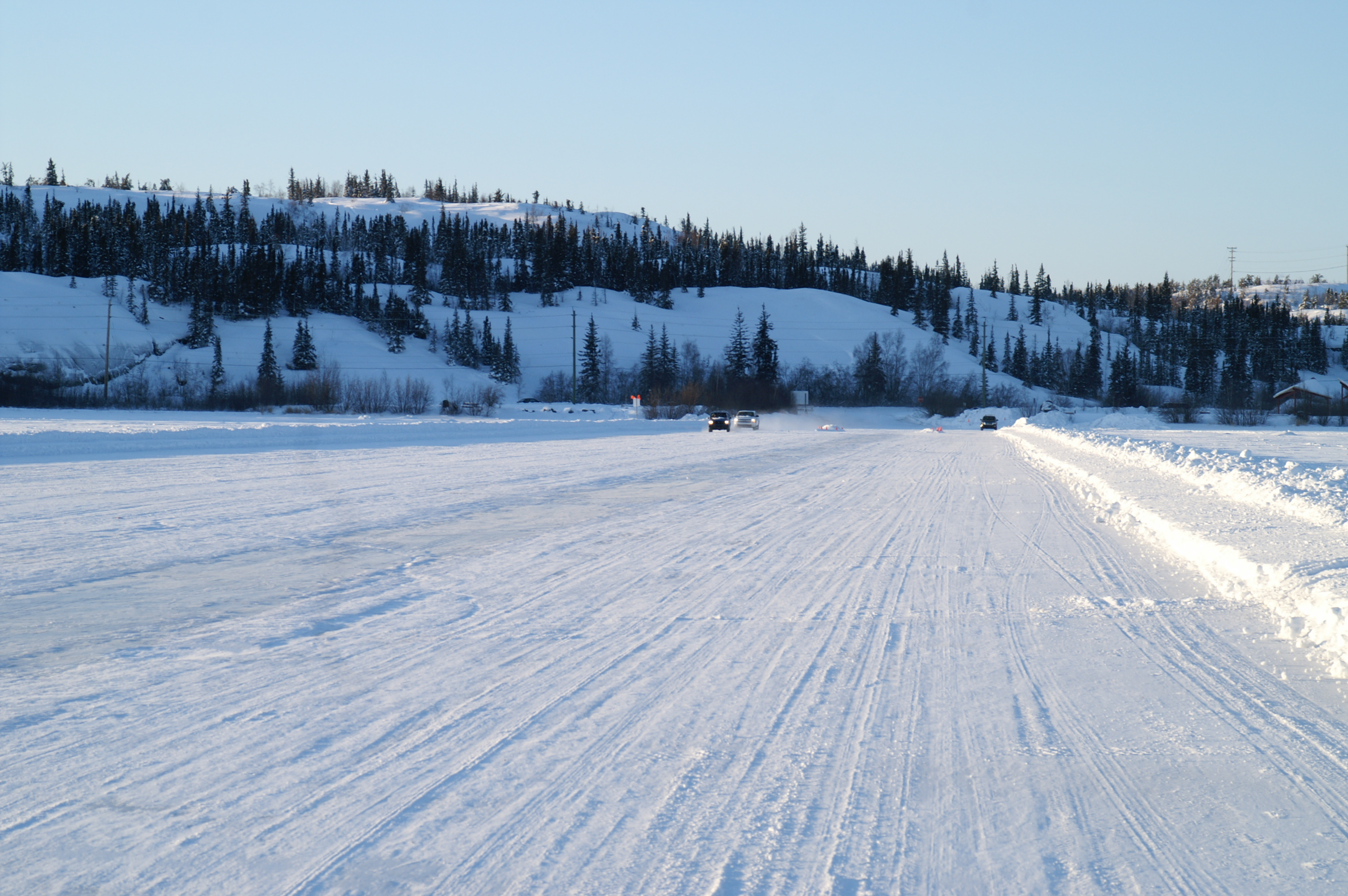
Route de glace sur le Grand lac des Esclaves, Canada

Les routes d'hiver dans les Territoires du Nord-Ouest, notamment la route d'hiver de Tuktoyaktuk, sont un lien les diverses communautés isolées et sites d'exploration minière sur le territoire du réseau routier.
Les routes d'hiver peuvent également être vues dans les régions peu peuplées du nord de certaines provinces canadiennes. La plupart des communautés de l'Ontario au nord de la rivière Albany sont desservies par des routes d'hiver. La plupart de ces routes dans le nord-ouest de l'Ontario sont liées à la Piste du Nord de l'Ontario pour les ressources, une route de gravier qui s'étend au nord et permanente après la fin de la route 599 jusqu'au lac Pickle, la communauté la plus septentrionale de la province avec un accès routier toute l'année. Dans le nord de l'Ontario, certaines communautés sont liées à Moosonee, une ville qui a accès au réseau ferroviaire, mais pas d'accès routier vers le sud. Les routes de glace du Canada ont été mises en évidence dans l'History Channel qui diffuse l'émission Ice Road Truckers.

### Estonie
C'est l'administration des routes publiques en Estonie qui est responsable de la gestion des routes de glace en hiver. Une route de glace peut être ouverte lorsque l'épaisseur de glace est d'au moins 22 cm sur tout le parcours. Une route de glace pour Piirissaar, une île du Lac Peïpous, est ouverte durant la plupart des années, tandis que les hivers plus froids permettent l'ouverture des routes de glace officielles sur la mer Baltique entre la partie continentale de l'Estonie et les îles de Hiiumaa, Vormsi, Muhu et de Kihnu, entre les îles de Saaremaa et Hiiumaa et aussi entre Haapsalu et Noarootsi. En 2011, la route de glace la plus longue en Europe est la route de 26,5 km entre Rohuküla sur le continent et Heltermaa, sur Hiiumaa. Les limites pour la circulation routière sur la glace comprennent :

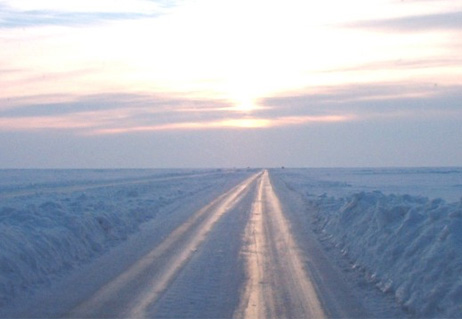
Route de glace entre Hiiumaa et le continent en 2003.

- Limite de poids selon les conditions, la plupart du temps avec une limite maximale de 2,8 tonnes.
- Les véhicules voyageant dans la même direction doivent être espacés d'au moins 250 m.
- Il est recommandé des vitesses de déplacement de moins de 25 km/h ou entre 40-70 km/h.
- Il est conseillé d'éviter les vitesses entre 25 et 40 km/h en raison d'un danger de créer des résonances dans la couche de glace (la vitesse du véhicule et la vitesse d'onde à savoir l'eau étant le même ou presque, avec pour résultat de briser la glace avec une grande vague).
- Les ceintures de sécurité ne doivent pas être fixées en raison de risque de noyade en cas de bris de glace.
- Les véhicules ne doivent pas s'arrêter sur la glace.
- Les véhicules sont autorisés à entrer sur la route de glace avec trois minutes d'intervalle.
- Les routes de glace ne peuvent pas être utilisées en plein jour.

Les longueurs de route de glace sont :
- Virtsu - Kuivastu (entre le continent et Muhu) - 9,0 km
- Rohuküla - Heltermaa (entre le continent et Hiiumaa) - 26,5 km
- Rohuküla - Sviby (entre le continent et Vormsi) - 10,2 km
- Tärkma - Fer (Entre Hiiumaa et de Saaremaa) - 14,5 km
- Haapsalu - Noarootsi - 5,9 km
- Lao - Kihnu (entre l'intérieur et de Kihnu) - 13,0 km

### États-Unis
Une route de glace aux États-Unis sur le lac Supérieur relie la ville de Bayfield, Wisconsin, sur le continent avec La Pointe sur l'Île Madeline. La route est de 3,2 km de long, elle est utilisée plusieurs semaines dans l'année en remplacement du service de traversier en été. Quand la glace est trop mince pour permettre la construction de la route, mais trop épaisse pour permettre le service de traversier, un aéroglisseur transporte les écoliers de l'île vers le continent.
Dans la Prudhoe Bay en Alaska, il y a une route de glace sur l'océan Arctique d'environ 40 km de long et sa vitesse maximale est de 16 km/h. Elle est utilisée quelques mois pendant l'hiver pour desservir un champ de pétrole offshore. Une autre route de glace de 110 km de long prend place sur la mer de Beaufort; elle est principalement utilisée par les semi-remorques pour livrer de la marchandise dans le secteur de la pointe de Thomson.
Une route de glace saisonnière est construite pour l'exploitation du gisement de pétrole Kuparuk (le champ de pétrole alpin), qui est dépourvu de routes dans les mois d'été. Cette route relie également le village de Nuiqsut, sur les rives de la Colville. Cette route est d'environ 50 km de long, elle est utilisée pour le ravitaillement alpin avec des fournitures essentielles pour les opérations ainsi que pour le transport des appareils de forage.

### Finlande
C'est l'administration des routes publiques en Finlande qui maintient certaines routes de glace pendant les hivers. Ces routes sont considérées comme des voies publiques lorsqu'elles sont ouvertes. La plus longue est une route de 7 km traversant le lac Pielinen. La glace doit être d'au moins 40 cm (16 po) d'épaisseur avant que la route soit ouverte. Les limites suivantes s'appliquent aux routes de glace:
- Une masse limitée à 3 tonnes (plus élevée si la glace est assez épaisse).
- Une limite de vitesse 50 km/h.
- Un espacement minimum de 50 m entre les voitures qui roulent dans la même direction.
- Les dépassements et les arrêts sont interdits.

### Norvège
Sur le cours du fleuve Tana, il y a habituellement deux routes de glace de décembre à avril. Ces routes ont une limite de poids de deux tonnes, mais avec quelques autres limitations. Il y a de nombreuses routes de glace sur les rivières gelées ailleurs en Norvège.

### Russie
Un exemple d'une route de glace a été la Route de la vie à travers le lac Ladoga gelé, qui a fourni le seul accès à la ville assiégée de Leningrad dans les mois d'hiver pendant la Seconde Guerre mondiale.

### Suède
Dans la partie nord de la Suède, les routes de glace sont nombreuses. Le service de voirie Vägverket les maintient, mais certaines routes de glace privées existent également. Les routes de glace sont généralement ouvertes lorsque la glace dépasse l'épaisseur de 20 cm. Les limitations de la circulation routière de glace comprennent normalement :
- Une limite de vitesse de 30 km/h.
- Interdiction d'arrêt ou de stationnement sur la glace.
- Une distance minimale de 50 m entre les véhicules.
- Il y a une restriction pour les essieux, les bogies et le poids brut.

La plus longue route de glace à 15 km de la Suède est près de la ville de Luleå en Baie de Botnie (dans la partie septentrionale du Golfe de Botnie). Elle commence dans le port de Hindersöstallarna et relie les îles Hindersön, Stor-Brandon, et Langon avec le continent. Les routes de glace à Luleå sont généralement ouvertes de janvier à avril et ont une restriction de poids de 2 à 4 tonnes. Il y a plusieurs routes de glace à travers le lac Storsjön. La route de glace dans le Sud de la Suède est sur le lac Hjälmaren, à l'île Vinon. En raison de la glace qui est très mince par endroits, la route n'est pas ouverte à chaque saison.

## Au cinéma
En 2021 sort sur Netflix le film Ice Road réalisé par Jonathan Hensleigh, avec Liam Neeson et Laurence Fishburne. Malgré les résultats négatifs au box-office mondial, il connaît une suite, Ice Road 2: Road to the Sky.